# Cité des sciences et de l'industrie
Pour les articles homonymes, voir Cité des sciences et CSI.
La Cité des sciences et de l'industrie (CSI) est un établissement français spécialisé dans la diffusion de la culture scientifique et technique. Créée à l'initiative du président Valéry Giscard d'Estaing, elle a pour mission de diffuser à un large public, notamment aux enfants et aux adolescents, les connaissances scientifiques et techniques, ainsi que de susciter l'intérêt des citoyens pour les enjeux de société liés à la science, à la recherche et à l'industrie. L'ensemble est situé au niveau de la porte de la Villette, proche du périphérique, sur un emplacement occupé auparavant par les abattoirs de la Villette, dans le 19e arrondissement de Paris. Elle est au cœur d'un dispositif visant à valoriser la culture scientifique et technique : les Centres de culture scientifique, technique et industrielle (CCSTI). Avec la Philharmonie de Paris et le Conservatoire national supérieur de musique et de danse de Paris, elle fait partie du parc de la Villette.

## Histoire
Le projet de réhabilitation des anciens abattoirs, abandonnés en 1974, qui a pour vocation de les transformer en musée des sciences et techniques est confié le 15 septembre 1980 à l'architecte Adrien Fainsilber. La structure en béton armé du projet inachevé de la grande salle des ventes des abattoirs est partiellement conservée pour construire la Cité des sciences et de l'industrie, qui occupe trois des quatre travées du bâtiment inachevé. La quatrième travée reste inutilisée jusqu'à son occupation par le centre commercial Vill'Up, inauguré le 30 novembre 2016.
La superstructure métallique est construite par Baudin-Châteauneuf pour le treillis de toiture et par Viry pour la verrière du hall d'accueil.
Complément du Palais de la découverte situé au Grand Palais, la Cité des sciences et de l'industrie est dotée du statut d'établissement public à caractère industriel et commercial (EPIC) par un décret du 18 février 1985, et est à l'origine placée sous la tutelle du ministre chargé de la recherche.
La Cité ouvre ses portes le 13 mars 1986, inaugurée par François Mitterrand à l'occasion de la rencontre entre la sonde astronomique Giotto et la comète de Halley. À cette occasion un timbre postal de 3,90 F signé Jacques Gauthier est édité, ainsi qu'un cachet commémoratif daté du 14 mars 1986.
En 2009, dans le cadre de la révision générale des politiques publiques lancée en 2007, la Cité des sciences et le Palais de la découverte sont regroupés dans un établissement commun, nommé Universcience, au statut d’EPIC.

## Espaces

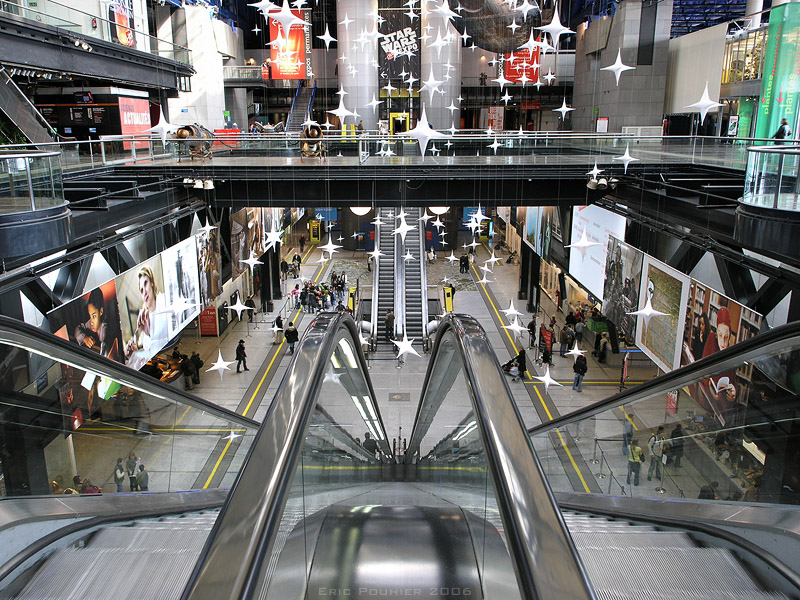
Vue intérieure.

La Cité abrite de nombreux espaces et services ouverts au public.

### Les Expositions
Cet espace, anciennement nommé Explora, regroupe sur les niveaux 1 et 2 les expositions thématiques permanentes.  
- les mathématiques, structurée en deux parties, « Géométries, nombres et mouvements » et « Complexité et prédiction » ;
- les sons : acoustique, parole, audition, musique, etc. ;
- mission spatiale, sur l'exploration spatiale ;
- les robots, expérimentaux, industriels et artistiques ;
- le cerveau : imagerie, mémoire, cognition... ;
- l'homme et les gènes : l'évolution, la part des gènes, le génie génétique, la bioéthique ;
- e-LAB, l'espace jeu vidéo,
- urgence climatique, sur le changement climatique et la transition écologique,
- sténopé, sur les illusions d'optique et les jeux de perspective.

Le niveau 2 abrite également un planétarium avec des séances régulières et l'espace science actualités, des thématiques d'actualité traitées sous forme journalistique.
Le billet pour les expositions donne également accès aux expositions temporaires qui abordent des sujets plus variés.

### La Bibliothèque des sciences et de l'industrie
Anciennement « Médiathèque » au niveau -1, la bibliothèque des sciences et de l'industrie (BSI) s'organise aujourd'hui sur 2 étages. Elle est divisée en trois grands secteurs : grand public, jeunesse et histoire des sciences. 
Au niveau 0 se trouve la bibliothèque jeunesse. Au niveau -1 (entrée principale de la bibliothèque), on trouve les espaces suivants :
- la Bibliothèque grand public. On y trouve également des bornes interactives qui permettent de visionner directement des films, documentaires, dessins animés, etc.
- la Bibliothèque d'histoire des sciences, ouverte à tous mais à l'audience plus pointue (chercheurs, étudiants...) ;
- la Cité des métiers :
lieu d'information sur l'emploi, les formations, les métiers, la Cité des métiers, ouverte en mars 1993, met à disposition des conseillers et un important fonds documentaire[7]. Cette cité des métiers a servi de référence pour la création d'un réseau international de plates-formes semblables[8] ,
- la Cité de la santé :
située à l'entrée de la médiathèque grand public, la Cité de la santé, ouverte en 2001, est un espace d'information et de conseils sur tout ce qui concerne la santé ;

### Le Carrefour numérique
Ce lieu de 1 200 m2 en accès libre et gratuit au niveau -1 est destiné à la découverte et à l’expérimentation des pratiques du numérique et des technologies innovantes. Espace public numérique depuis 2001, son offre initialement destinée à la réduction de la fracture numérique a évolué avec l'ouverture d'un atelier de fabrication (Fab lab) et d'un laboratoire d'usages (Living Lab) inaugurés en mars 2014.
Le Carrefour numérique² accueille et organise avec ses partenaires, dont de nombreuses associations de l'open source et de la culture libre (logiciels libres, Wikimédia France, etc.) des événements ouverts à tous.

### La Cité des enfants
Après l'Inventorium initial, de taille modeste, cet espace destiné aux enfants a été créé en 1992 au niveau 0 et entièrement repensé et rénové en 2008-2009. Il est divisé en trois : la cité des bébés (réservé aux enfants de moins de deux ans) axé sur la stimulation sensorielle, l'espace pour les 2  à   7 ans et l'espace pour les 5  à   12 ans (rénové en 2009).

### Autres espaces
- l'auditorium (niveau 0) est la salle de conférences de 360 places de la Cité ;
- le cinéma Louis Lumière (niveau 0) ;
- une librairie-boutique scientifique (niveau 0) ;
- l'aquarium (niveau -2) est divisé en 3 bassins de 10000, 40000 et 80000 litres présentant des espèces méditerranéennes ;
- des restaurants (niveaux 0, 1 et -2) ;
- un centre des congrès (niveau -1) à usage professionnel comportant deux amphithéâtres et plusieurs salles.

À l'extérieur, l'Argonaute, un ancien sous-marin de la Marine française est ouvert à la visite depuis 1991.

### Centre commercial
Le 30 novembre 2016, « Vill’Up », un centre commercial privé de 24 000 m2 ouvre dans la quatrième travée du bâtiment. En 2022, Vill'Up annonce se recentrer sur les loisirs et la restauration et des travaux s'y déroulent en 2023. La réouverture a lieu le 20 janvier 2024 sous le nom Boom Boom Villette.

## Budget
Les subventions allouées par l'État en 2008 se sont élevées à 91,896 millions d'euros et sont affectées à la Cité à hauteur de :
- 84,125 millions d'euros aux dépenses de fonctionnement ;
- 7,771 millions d'euros aux dépenses d'investissement.

Les ressources propres de l'établissement ont représenté 24,745 millions d'euros en fonctionnement et 2,828 millions d'euros en investissement. Elles proviennent notamment de la billetterie, des prestations de services du Centre des congrès de la Villette, des ventes d'ouvrages, d'études ou de produits d'expositions, des partenariats et des concessions.

## Fréquentation
En 2019 le nombre d'entrées s'est élevé (hors Géode) à 2 375 782, soit 8 % de plus qu'en 2018.
En 2023 le nombre d'entrées s'est élevé à 2 333 716.

## Présidence
Les présidents du musée ont été successivement :
- Maurice Lévy : 1985-1987
- Christian Marbach : 1987-1988
- Roger Lesgards : 1988-1993
- Pierre David : 1993-1995
- Gérard Théry : 1995-1998
- Michel Demazure : 1998-2002
- Jean-François Hebert : 2002-2007
- François d'Aubert : 2007-2009
- Claudie Haigneré : 2009-2015
- Bruno Maquart : 2015-2025

## Identité visuelle
À son inauguration en 1986, la Cité des sciences utilise l'identité visuelle commune créée par Pierre Bernard du groupe Grapus pour l'établissement public de la Villette, regroupant le parc, la Cité de la musique et la Cité des sciences, avec le carré illuminé en rouge pour symboliser cette dernière.
Quelques années plus tard, la Cité adopte un nouveau logotype reprenant le carré rouge, légèrement incliné vers la gauche, le texte inscrit en blanc à l'intérieur.
En novembre 2017, la Cité des sciences et de l'industrie change d'identité visuelle en adoptant un nouveau logotype, conçu par Michael Levin (Atelier Doc Levin) qui propose « une identité contemporaine à l’instar d’autres institutions culturelles, tout en restant dans un langage populaire ». Michael Levin est également l'auteur du nouveau logotype adopté en 2016 par le Musée d'art et d'histoire du judaïsme.

Logotype originel (1986)
Deuxième logotype
Logotype actuel (novembre 2017-)

## Autour de la Cité des sciences et de l’industrie
- Parc de la Villette
- Maison de la Villette
- La Géode
- Cinaxe
- L'Argonaute, un sous-marin en extérieur que l'on peut visiter. Il est situé entre La Géode et le canal de l'Ourcq
- Centre équestre
- Le Trabendo
- Cabaret Sauvage
- L'espace Chapiteaux
- Zénith de Paris
- Le Hall de la chanson
- La grande halle de la Villette
- Philharmonie de Paris
- Cité de la musique
- Little Villette, anciennement pavillon Paul Delouvrier
- Théâtre Paris-Villette
- Conservatoire national supérieur de musique et de danse de Paris
- Jardin des Voltiges
- Glazart
- Vill'up

## Accès
Elle est desservie par la ligne de métro 7 à la station Porte de la Villette et la ligne 5 à la station Porte de Pantin, ainsi que par la ligne 3b du tramway d'Île-de-France.